# Michael Heffernan (Politiker)

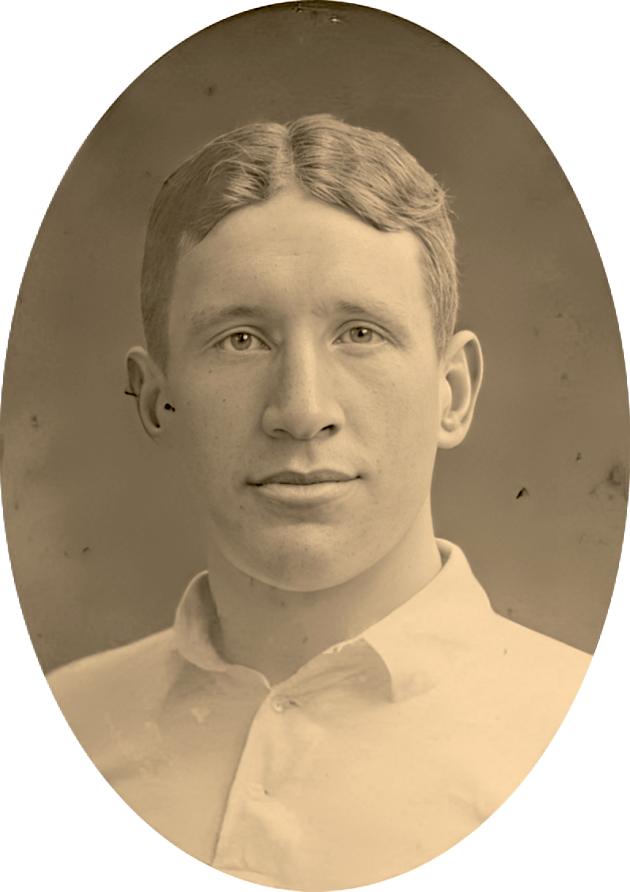
Michael Heffernan (um 1910)

Michael Richard Heffernan (* 9. Dezember 1885 in Carrick-on-Suir, County Tipperary, Irland; † 21. November 1970 in Dalkey, County Dublin) war ein irischer Politiker der Farmers’ Party und der Cumann na nGaedheal, Soldat und Sportler.

## Biografie
Michael Heffernan wuchs auf einem Bauernhof bei Ballyneally, nahe Carrick-on-Suir, auf. Während seiner Tätigkeit als Bankangestellter in Skibbereen spielte er Rugby und war so erfolgreich, dass er in die Irische Rugby-Union-Nationalmannschaft rückte. 1911 wanderte er nach Kanada aus und blieb dort in seinem Beruf tätig. Mit dem Ausbruch des Ersten Weltkriegs wurde er in die kanadische Armee eingezogen. 1920 kehrte er nach Irland zurück und begann den elterlichen Bauernhof in Ballyneally zu bewirtschaften.
Als Sekretär des Bauernverbands im County Tipperary wurde er in der Farmers’ Party aktiv. Bei den Wahlen zum Dáil Éireann 1923 trat auch Heffernan für den Wahlkreis Tipperary an. Es gelang ihm, als Teachta Dála in das Unterhaus des Oireachtas einzuziehen. 1927 wurde er zum Parteivorsitzenden der Farmers’ Party gewählt, obwohl Sitze eingebüßt wurden.
Die Farmers’ Party und die Cumann na nGaedheal bildeten nach den zweiten, den September-Wahlen 1927 eine Koalition unter der Führung von William Thomas Cosgrave. In der Regierung Regierung W. T. Cosgrave V wurde Heffernan zum Parlamentarischen Sekretär beim Minister für Post und Telegraphie.
Vor den Wahlen 1932 hatte die Farmers’ Party ihre Wählerschaft weitgehend an die Cumann na nGaedheal und an die Fianna Fáil verloren. Die Farmers’ Party war in Auflösung begriffen. Heffernan wechselte zur Cumann na nGaedhael. Bei den Wahlen 1932 blieb er jedoch erfolglos. Heffernan zog sich aus der Politik zurück und wurde 1934 Manager bei Arklow Pottery, einem Keramikbetrieb im County Wicklow.